# لويس مانويل سيخاس
لويس مانويل سيخاس (23 يونيو 1986 بلنسية فنزويلا - ) هو لاعب كرة قدم فنزويلي، يلعب كلاعب وسط.

## مسيرته الكروية
لعب لويس مانويل سيخاس خلال مسيرته الاحترافية مع 7 أندية في سبعة عشر موسمًا وسجل خلالها 42 هدفًا ضمن 311 مباراة. حيث فاز في موسم واحد بالكأس وثلاثة مواسم بالدوري.
خاض لويس مانويل سيخاس مسيرته مع نادي بانفيلد في موسم 2005–06 ولمدة موسمين، مشاركًا في 4 مباريات ولم يسجل أي هدف. ثم انتقل إلى نادي ديبورتيفو تاشيرا في موسم 2007–08 لمدة موسم واحد، حيث شارك في 16 مباراة سجل خلالها 4 أهداف. لينتقل بعدها إلى نادي إنديبنديينتي سانتا في في عامي 2008-2010 في المرة الأولى ولمدة موسمين ثم في موسم 2014 ليلعب معه خمسة مواسم ثم في عامي 2018-2020 ولمدة موسمين، مشاركًا طوالها في 202 مباراة سجل خلالها 28 هدفًا. ثم انتقل إلى نادي ستاندارد لييج في موسم 2011–12 ولمدة موسمين، مشاركًا في 46 مباراة سجل خلالها 6 أهداف. هذا وانتقل لاحقًا إلى نادي سوسيداد ديبورتيفو كيتو ما بين عامي 2013 و2014 لمدة موسم واحد، مشاركًا في 6 مباريات ولم يسجل أي هدف. ثم انتقل بعدها إلى نادي إنترناسيونال ما بين عامي 2016 و2017 لمدة موسم واحد، مشاركًا في 19 مباراة سجل خلالها 4 أهداف. ليعود وينتقل من جديد، لكن هذه المرة إلى نادي شابيكوينسي ما بين عامي 2017 و2018 لمدة موسم واحد، مشاركًا في 18 مباراة ولم يسجل أي هدف.

## وصلات خارجية
- لويس مانويل سيخاس على موقع قاعدة بيانات كرة القدم.إي يو (الإنجليزية)
- لويس مانويل سيخاس على موقع ناشيونال فوتبول تيمز (الإنجليزية)
- لويس مانويل سيخاس على موقع Soccerway.com (الإنجليزية)
- لويس مانويل سيخاس على موقع AS.com (الإسبانية)